# Albanische Futsalnationalmannschaft
Die albanische Futsalnationalmannschaft ist eine repräsentative Auswahl der Federata Shqiptare e Futbollit (FSHF), die Albanien seit 2003 bei internationalen Begegnungen im Futsal, der einzigen von der FIFA anerkannten Variante des Hallenfußballs, vertritt.

## Geschichte
Das erste Länderspiel bestritt die albanische Auswahl am 7. November 2003 im portugiesischen Braga gegen Griechenland, das mit 13:4 verloren ging. Einen Tag später verlor die Auswahl Albaniens gegen Portugal mit 18:6, was bis heute die höchste Niederlage der Albaner darstellt. Den höchsten Sieg erreichte die albanische Auswahl am 17. Januar 2015 mit einem 11:0-Erfolg über San Marino in Ciorescu, Moldawien.
Albanien nahm erstmals 2005 an der Qualifikation für eine Futsal-Europameisterschaft teil. In der Vorqualifikation traf die Mannschaft Albaniens unter anderem auf die Auswahl Englands und Zyperns, gegen die ein Sieg bzw. ein Unentschieden erreicht werden konnte. Trotz der guten Ergebnisse verpasste Albanien die Qualifikation für die zweite Runde aufgrund der schlechteren Tordifferenz. Bei der Qualifikation für die Futsal-Europameisterschaft 2007 verlor Albanien alle drei Qualifikationsspiele und verpasste als Gruppenletzter erneut die Qualifikation. Auch die Qualifikation für die Turniere in Ungarn (2010), Kroatien (2012), Belgien (2014), Serbien (2016) und Slowenien (2018) wurde verpasst, wobei Albanien in der Qualifikation zur Futsal-Europameisterschaft 2018 in Slowenien erstmals die zweite Qualifikationsrunde erreichte. In der Vorqualifikation wurde Albanien in Gruppe D zu England, Malta und Bulgarien zugelost, welche mit dem ersten Platz und drei Siegen aus drei Spielen gewonnen werden konnte. In der Hauptqualifikation traf Albanien in Gruppe B auf Aserbaidschan, Ungarn und Bosnien-Herzegowina. Gegen Ungarn und Aserbaidschan verlor Albanien ihre Spiele und erreichte lediglich gegen Bosnien ein 6:6-Unentschieden, sodass die Mannschaft als Gruppenletzter die Qualifikation für die Endrunde verpasste.
Erstmals nahm Albanien im Jahr 2008 an einer Qualifikation zur Futsal-Weltmeisterschaft teil. In der ersten Qualifikationsrunde traf die Mannschaft bei einem Turnier in Malta auf Slowenien, Griechenland und Malta. Dort belegte die albanische Auswahl mit zwei Siegen und einer Niederlage den zweiten Platz, schied jedoch aus, da nur die Gruppensieger in die zweite Runde aufstiegen. In der Vorqualifikation zur Futsal-Weltmeisterschaft 2012 in Thailand traf Albanien in der ersten Qualifikationsrunde auf die Türkei, Finnland und Estland. Gegen Finnland erspielte sich die Auswahl Albaniens ein 0:0-Unentschieden, gegen Estland gar ein 5:3-Sieg, sodass die Mannschaft am letzten Spieltag gegen die Türkei die Möglichkeit hatte, erstmals die zweite Runde zu erreichen. Allerdings verlor Albanien gegen die Türkei mit 5:2 Toren, sodass die Gruppe erneut mit dem zweiten Platz abgeschlossen wurde und Albanien das Erreichen der zweiten Qualifikationsrunde verpasste. Auch in der Vorqualifikation zur Futsal-Weltmeisterschaft 2016 schied Albanien als Gruppenzweiter vorzeitig aus. Gegen Frankreich verlor Albanien mit 1:0, gegen Malta und Litauen reichten die gewonnenen Spiele nicht aus.

## Abschneiden bei Turnieren
| - 1989–2004 – nicht teilgenommen - 2008 – nicht qualifiziert - 2012 – nicht qualifiziert - 2016 – nicht qualifiziert - 2021 – nicht qualifiziert - 2024 – nicht qualifiziert | - 1996–2003 – nicht teilgenommen - 2005 – nicht qualifiziert - 2007 – nicht qualifiziert - 2010 – nicht qualifiziert - 2012 – nicht qualifiziert - 2014 – nicht qualifiziert - 2016 – nicht qualifiziert - 2018 – nicht qualifiziert - 2022 – nicht qualifiziert |